# Alice Kyteler
Dame Alice Kyteler, *1280, †1325, Kytelerjeva hiša, Kilkenny, Irska. hiberno-normanska dama obtožena čarovništva. Bila je edini otrok v hiberno-normanski družini, potomcev Anglo-Normanskih plemičev, ki so stoletje poprej naselili vzhodne dele Irske.

## Življenje
Poročila se je štirikrat, z Williamom Outlaweom, Adamom le Blundom, Richardom de Valleom in na koncu s Sirom Johnom le Poerom, ki jo je sumil, da ga je  zastrupila. Ko je umrl, so jo otroci njenih štirih mož obtožili uporabljanja strupov in čarovništva nad njihovimi očeti in favoriziranja  prvorojenega sina Williana Outlawea. Po tem so bili Kytelerjeva in njeni pomočniki obtoženi odrekanju vere, žrtvovanju živali demonom in bogoskrunstva. Dogodek se je zgodil leta 1324, preden je prišel škof Ossoryja, Richard de Ledrede, angleški frančiškanski menih. Škof je pisal irskemu kanclerju, Rogerju Outlaweu, naj jo aretira, toda to ga je odbijalo, saj je bil kancler njen prvi svak in zato je bil zaprt sam de Ledrede s Sirom Arnoldom le Poerom, dvornim upraviteljem Kilkennyja, njenim četrtim svakom. John Darcy, sodnik glavnega prizivnega sodišča je potoval v Kilkenny raziskati the dogodke ter nato zagovarjal škofa, ki je ponovno poskušal doseči aretiranje Dame Alice. Kytelerjeva je nato leta 1325 pobegnila v Anglijo. Od takrat naprej se o njej ni ohranilo podatkov.
Škof je nadaljeval z zasledovanjem njenih naslednikov (prinašanje bremen čarovništva proti njimi), in Williama Outlaweom (obtoževal ga je čarovništva, oderuštva, krivih priseg ter prešuštva). William je pobegnil relativno brez truda, v enem letu je vsak dan opravil tri maše in hranil revne. Njegov najljubši razred naslednikov je imel manj sreče. Ena od njih, Petronella de Meath, je bila pretepena in zažgana na kolu 3. novembra 1324.
To je bila ena prvih Evropskih čarovnijpred blizujoče se izvolitve papeža Janeza XXII,v papeštvo. Leta 1320 je čarovništvo dodal na listo krivoverstev.